# Expedition nationalpark
Expedition nationalpark (engelska: Expedition (Limited Depth) National Park) är en nationalpark i Australien.   Den ligger i delstaten Queensland, i den östra delen av landet, 1 100 km norr om huvudstaden Canberra. Expedition ligger 517 meter över havet.
I omgivningarna runt Expedition nationalpark växer huvudsakligen savannskog.